# Stazione meteorologica di Capo Circeo
La stazione meteorologica di Capo Circeo è la stazione meteorologica di riferimento relativa all'omonima località del comune di San Felice Circeo per il Servizio Meteorologico dell'Aeronautica Militare e per l'Organizzazione Meteorologica Mondiale.

## Storia
La stazione meteorologica venne attivata nel 1921 sul promontorio del Monte Circeo ad un'altezza di 450 metri s.l.m. presso il semaforo marittimo della Regia Marina. Negli anni successivi, la stazione meteorologica entrò a far parte della rete di stazioni del Servizio Meteorologico dell'Aeronautica Militare.
Al termine della seconda guerra mondiale venne decisa la dismissione del semaforo marittimo del Monte Circeo, rendendo necessario il riposizionamento della stazione meteorologica in una diversa ubicazione. Nel 1954 la stazione fu così spostata nell'attuale ubicazione di Torre Olevola.

## Caratteristiche
La stazione meteorologica è una stazione di tipo automatico DCP dell'Aeronautica Militare, situata nell'Italia centrale, nel Lazio, in provincia di Latina, nel comune di San Felice Circeo, in località Torre Olevola, a 6 metri s.l.m. e alle coordinate geografiche 41°15′02.74″N 13°07′06.46″E.

## Medie climatiche ufficiali

### Dati climatologici 1961-1990
Secondo i dati medi del trentennio 1961-1990 di riferimento climatico per l'Organizzazione Meteorologica Mondiale, e definito Climate Normal (CLINO), la temperatura media del mese più freddo, gennaio, è di +9,1 °C, mentre quella del mese più caldo, agosto, si attesta a +23,3 °C; mediamente si contano 7 giorni di gelo all'anno.
Le precipitazioni medie annue raggiungono il valore di 831,5 mm e sono mediamente distribuite in 78 giorni di pioggia, con minimo in estate e picco massimo in autunno-inverno.
| Capo Circeo (1961-1990)      | Mesi | Mesi | Mesi | Mesi | Mesi | Mesi | Mesi | Mesi | Mesi | Mesi  | Mesi  | Mesi  | Stagioni | Stagioni | Stagioni | Stagioni | Anno  |
| Capo Circeo (1961-1990)      | Gen  | Feb  | Mar  | Apr  | Mag  | Giu  | Lug  | Ago  | Set  | Ott   | Nov   | Dic   | Inv      | Pri      | Est      | Aut      | Anno  |
| ---------------------------- | ---- | ---- | ---- | ---- | ---- | ---- | ---- | ---- | ---- | ----- | ----- | ----- | -------- | -------- | -------- | -------- | ----- |
| T. max. media (°C)           | 13,1 | 13,3 | 14,7 | 17,5 | 21,3 | 25,0 | 28,0 | 28,1 | 25,5 | 21,5  | 17,5  | 14,1  | 13,5     | 17,8     | 27,0     | 21,5     | 20,0  |
| T. min. media (°C)           | 5,1  | 5,9  | 6,8  | 9,3  | 12,7 | 16,0 | 18,3 | 18,4 | 16,2 | 12,4  | 9,5   | 6,3   | 5,8      | 9,6      | 17,6     | 12,7     | 11,4  |
| Giorni di gelo (Tmin ≤ 0 °C) | 3    | 2    | 1    | 0    | 0    | 0    | 0    | 0    | 0    | 0     | 0     | 1     | 6        | 1        | 0        | 0        | 7     |
| Precipitazioni (mm)          | 90,0 | 85,8 | 71,8 | 51,0 | 34,1 | 17,3 | 13,4 | 43,2 | 81,6 | 110,4 | 118,2 | 114,7 | 290,5    | 156,9    | 73,9     | 310,2    | 831,5 |
| Giorni di pioggia            | 9    | 9    | 8    | 7    | 4    | 3    | 1    | 3    | 5    | 8     | 11    | 10    | 28       | 19       | 7        | 24       | 78    |

### Dati climatologici 1951-1980
In base alle medie climatiche del periodo 1951-1980, effettivamente elaborate a partire dal 1954 e fino al 1978, la temperatura media del mese più caldo, agosto, si attesta a +23,2 °C, mentre la temperatura media del mese più freddo, gennaio, fa registrare il valore di +9,3 °C.
| Capo Circeo (1951-1980) | Mesi | Mesi | Mesi | Mesi | Mesi | Mesi | Mesi | Mesi | Mesi | Mesi | Mesi | Mesi | Stagioni | Stagioni | Stagioni | Stagioni | Anno |
| Capo Circeo (1951-1980) | Gen  | Feb  | Mar  | Apr  | Mag  | Giu  | Lug  | Ago  | Set  | Ott  | Nov  | Dic  | Inv      | Pri      | Est      | Aut      | Anno |
| ----------------------- | ---- | ---- | ---- | ---- | ---- | ---- | ---- | ---- | ---- | ---- | ---- | ---- | -------- | -------- | -------- | -------- | ---- |
| T. max. media (°C)      | 13,1 | 13,2 | 14,7 | 17,2 | 21,1 | 25,0 | 27,8 | 28,0 | 25,4 | 21,4 | 17,4 | 14,3 | 13,5     | 17,7     | 26,9     | 21,4     | 19,9 |
| T. min. media (°C)      | 5,4  | 6,1  | 7,0  | 9,2  | 12,6 | 16,0 | 18,2 | 18,4 | 16,1 | 12,4 | 9,6  | 6,6  | 6,0      | 9,6      | 17,5     | 12,7     | 11,5 |

## Valori estremi

### Temperature estreme mensili dal 1955 ad oggi
Nella tabella sottostante sono riportate le temperature massime e minime assolute mensili, stagionali ed annuali dal 1955 ad oggi, con il relativo anno in cui queste si sono registrate. La massima assoluta del quarantennio esaminato di +36,6 °C è dell'agosto 2015, mentre la minima assoluta di -8,2 °C risale al febbraio 1956.
| Capo Circeo (1955-2023) | Mesi        | Mesi        | Mesi        | Mesi        | Mesi        | Mesi        | Mesi        | Mesi        | Mesi        | Mesi        | Mesi        | Mesi        | Stagioni | Stagioni | Stagioni | Stagioni | Anno |
| Capo Circeo (1955-2023) | Gen         | Feb         | Mar         | Apr         | Mag         | Giu         | Lug         | Ago         | Set         | Ott         | Nov         | Dic         | Inv      | Pri      | Est      | Aut      | Anno |
| ----------------------- | ----------- | ----------- | ----------- | ----------- | ----------- | ----------- | ----------- | ----------- | ----------- | ----------- | ----------- | ----------- | -------- | -------- | -------- | -------- | ---- |
| T. max. assoluta (°C)   | 20,0 (2016) | 19,9 (1960) | 23,6 (2012) | 26,7 (2007) | 29,5 (2006) | 33,5 (2012) | 34,6 (2005) | 36,6 (2015) | 35,0 (1975) | 28,9 (1958) | 23,7 (2008) | 19,7 (2006) | 20,0     | 29,5     | 36,6     | 35,0     | 36,6 |
| T. min. assoluta (°C)   | −6,2 (1968) | −8,2 (1956) | −3,6 (1956) | 0,2 (1956)  | 3,0 (1957)  | 7,4 (1962)  | 12,0 (1969) | 12,6 (1968) | 6,9 (1964)  | 2,8 (1970)  | −4,5 (1973) | −3,2 (1957) | −8,2     | −3,6     | 7,4      | −4,5     | −8,2 |